# &Twice
&Twice — второй японский студийный альбом южнокорейской гёрл-группы Twice. Выпущен 19 ноября 2019 года лейблом Warner Music Japan. Состоит из 10 треков, включая предварительно выпущенные «Happy Happy», «Breakthrough» и «Fake & True». Группа гастролировала по Японии в поддержку альбома.
5 февраля 2020 года состоялся релиз переиздания альбома, содержащего новую песню «Swing».

## История
6 сентября 2019 года было объявлено, что она выпустит свой второй японский альбом. Заглавный трек «Fake & True» был предварительно выпущен в виде цифрового сингла 18 октября вместе с музыкальным клипом на него.
Выпуск переиздания произошёл 5 февраля 2020 года, в нём добавлена новая песня под названием «Swing» вместе с новой версией музыкального клипа «Fake & True» под названием «The Truth Games».

## Промоушен
Вживую «Fake & True» впервые прозвучал во время мирового тура Twice World Tour 2019—2020 годов на японском этапе «Twicelights», которое началось 23 октября 2019 года в Саппоро. 22 ноября 2019 на Music Station группа провела 2-часовой промоушен альбома.

## Коммерческий успех
&Twice дебютировал на 1 строчке в ежедневном чарте Oricon Albums Chart с 80 563 проданными копиями и возглавлял еженедельный чарт Oricon Albums с 124 197 проданными копиями. На Oricon Digital Album Chart альбом дебютировал на 5 строчке с количеством загрузок 1912. Дебютировал в чарте Billboard Japan Hot Albums, став третьим альбомом за историю группы, который сделал это. Billboard Japan учли 133 163 проданных экземпляра и 1 903 скачивания альбома.

## Трек-лист
| №                   | Название               | Текст песни                              | Музыка                                                 | Аранжировка                | Длительность |
| ------------------- | ---------------------- | ---------------------------------------- | ------------------------------------------------------ | -------------------------- | ------------ |
| 1.                  | «Fake & True»          | Jam9                                     | Kass                                                   | Kass                       | 3:39         |
| 2.                  | «Stronger»             | Eri Osanai                               | Masaki Iehara SunHee                                   | Masaki Iehara              | 3:14         |
| 3.                  | «Breakthrough»         | Yu Shimoji                               | Jan Baars Rajan Muse Ronnie Icon                       | Jan Baars                  | 3:37         |
| 4.                  | «Changing!»            | Yu Shimoji                               | Secret Weapon Red Anne Maxx Song                       | Secret Weapon              | 3:42         |
| 5.                  | «Happy Happy»          | Yu Shimoji                               | Lee Woo-min "collapsedone" Val Del Prete Eric Sanicola | Lee Woo-min "collapsedone" | 3:26         |
| 6.                  | «What You Waiting For» | Mayu Wakisaka Lee Woo-min "collapsedone" | Mayu Wakisaka Lee Woo-min "collapsedone"               | Lee Woo-min "collapsedone" | 3:21         |
| 7.                  | «Be OK»                | Shoko Fujibayashi                        | Benny Jansson Ida Pihlgren                             | Benny Jansson              | 3:08         |
| 8.                  | «Polish»               | Lauren Kaori Yu-ki Kokubo                | Julia Ross Gannin Arnold                               | Gannin Arnold              | 3:01         |
| 9.                  | «How U Doin'»          | Chaeyeong Risa Horie                     | Frants Chaeyeong                                       | Frants                     | 3:29         |
| 10.                 | «The Reason Why»       | Natsumi Watanabe                         | Erik Lidbom Fast Lane                                  | Erik Lidbom                | 3:46         |
| Общая длительность: | Общая длительность:    | Общая длительность:                      | Общая длительность:                                    | Общая длительность:        | 34:23        |

| №  | Название                                                           | Длительность |
| -- | ------------------------------------------------------------------ | ------------ |
| 1. | «Twice 1st Arena Tour 2018 "BDZ" at Musashino Forest Sports Plaza» |              |

| №  | Название                                 | Длительность |
| -- | ---------------------------------------- | ------------ |
| 1. | «Fake & True» (Music video)              |              |
| 2. | «Fake & True» (Music video making movie) |              |
| 3. | «Jacket Shooting Making Movie»           |              |

| №   | Название               | Текст песни                              | Музыка                                                 | Аранжировка                | Длительность |
| --- | ---------------------- | ---------------------------------------- | ------------------------------------------------------ | -------------------------- | ------------ |
| 1.  | «Swing»                |                                          |                                                        |                            |              |
| 2.  | «Fake & True»          | Jam9                                     | Kass                                                   | Kass                       | 3:39         |
| 3.  | «Stronger»             | Eri Osanai                               | Masaki Iehara SunHee                                   | Masaki Iehara              | 3:14         |
| 4.  | «Breakthrough»         | Yu Shimoji                               | Jan Baars Rajan Muse Ronnie Icon                       | Jan Baars                  | 3:37         |
| 5.  | «Changing!»            | Yu Shimoji                               | Secret Weapon Red Anne Maxx Song                       | Secret Weapon              | 3:42         |
| 6.  | «Happy Happy»          | Yu Shimoji                               | Lee Woo-min "collapsedone" Val Del Prete Eric Sanicola | Lee Woo-min "collapsedone" | 3:26         |
| 7.  | «What You Waiting For» | Mayu Wakisaka Lee Woo-min "collapsedone" | Mayu Wakisaka Lee Woo-min "collapsedone"               | Lee Woo-min "collapsedone" | 3:21         |
| 8.  | «Be OK»                | Shoko Fujibayashi                        | Benny Jansson Ida Pihlgren                             | Benny Jansson              | 3:08         |
| 9.  | «Polish»               | Lauren Kaori Yu-ki Kokubo                | Julia Ross Gannin Arnold                               | Gannin Arnold              | 3:01         |
| 10. | «How U Doin'»          | Chaeyeong Risa Horie                     | Frants Chaeyeong                                       | Frants                     | 3:29         |
| 11. | «The Reason Why»       | Natsumi Watanabe                         | Erik Lidbom Fast Lane                                  | Erik Lidbom                | 3:46         |

| №  | Название                                        | Длительность |
| -- | ----------------------------------------------- | ------------ |
| 1. | «Fake & True» (Second music video)              |              |
| 2. | «Fake & True» (Second Music video making movie) |              |

## Чарты
| Чарты (2019)                  | Позиция |
| ----------------------------- | ------- |
| Япония Hot Albums (Billboard) | 1       |
| Япония (Oricon)               | 1       |
| Япония (Oricon)               | 5       |

| Чарты (2019)                  | Позиция |
| ----------------------------- | ------- |
| Япония Hot Albums (Billboard) | 47      |
| Япония (Oricon)               | 23      |

## Сертификация
| Регион | Сертификация | Продажи  |
| --- | ------------ | -------- |
| Япония (RIAJ) | Золотой      | 133 163^ |
| * Данные о продажах приведены только на основе сертификации. ^ Данные о тиражах приведены только на основе сертификации. |              |          |